# Ходжкин, Алан
Сэр А́лан Ллойд Хо́джкин (англ. Alan Lloyd Hodgkin; 5 февраля 1914, Банбери, Англия — 20 декабря 1998, Кембридж) — британский нейрофизиолог и биофизик, лауреат Нобелевской премии по физиологии и медицине в 1963 году (совместно с Джоном Эклсом и Эндрю Хаксли) «за открытия, касающиеся ионных механизмов возбуждения и торможения в периферических и центральных участках нервных клеток».
Член Лондонского королевского общества (1948), иностранный член Национальной академии наук США (1974).

## Биография
Алан Ходжкин родился в Банбери 5 февраля 1914 г. Его родителями были Джордж (погиб в Багдаде в 1918 г. во время Первой мировой войны) и Мэри Ходжкин. Учился в Малверне с 1923 по 1927 гг., затем в Холте (1927—1932) и в Тринити-колледже (1932—1936 гг.). Его дед, Томас Ходжкин, и дядя, Робин Ходжкин, занимались историей, поэтому с самого начала Алан колебался между историей и наукой. С раннего возраста ему были интересны естествоведческие науки, в частности орнитология, поэтому его выбор пал на изучение химии и биологии. Когда Алан учился в Кембридже, его учитель, Карл Пантин, советовал ему изучать математику и физику. В это же время его заинтересовала физиология, в особенности деятельность нервных клеток. Ещё будучи студентом, он начал несколько серьезных экспериментов и продолжал их в течение нескольких лет. Во время обучения в Тринити Ходжкин провел предварительные исследования по электрическим свойствам нервов.
Арчибальд Хилл, который рецензировал его диссертацию, отправил копию Герберту Гассеру, и тот предложил Ходжкину работу в его лаборатории в Рокфеллеровском университете в Нью-Йорке. В этот период (1937—1938 гг.) он провел несколько недель со Стюартом Коулом в Вудс-Холле, где научился препарировать аксоны кальмаров. Он вернулся в Кембридж в 1938 г., и в последующие года начал сотрудничество с Эндрю Хаксли, обучающимся в то время на последнем курсе. Они использовали методы, которые Алан разработал во время работы в США. Завершить исследования им помешала Вторая мировая война, во время которой Ходжкин преимущественно работал на радиолокационных системах ВВС. Больше всего его интересовала разработка системы сканирования и отображения для 10-сантиметровой системы обнаружения ночных истребителей.
После войны вернулся в Кембридж, где работал преподавателем в физиологической лаборатории. Несколько месяцев спустя вернулся и Хаксли, и они продолжили работу, начатую до войны. Ричард Адриан оказал большую поддержку, облегчив учебную нагрузку и договорившись с Фондом Рокфеллера о щедром гранте для поддержки работы; позже помощь была получена и от других организаций, в частности от Фонда Нуффилда и Королевского общества. Большинство экспериментов на нервных волокнах приходилось проводить в Плимутском Университете, и с 1947 года Ходжкин обычно проводил два-три месяца в год там в лаборатории Морской биологической ассоциации.
В 1958—1960 годах Алан Ходжкин был членом Совета Королевского общества, в 1959—1963 годах — Совета медицинских исследований, в 1961—1967 годах-министром иностранных дел физиологического общества. Он был президентом Морской биологической ассоциации с 1966 года и президентом Королевского Общества с декабря 1970 года. В 1971 году был назначен ректором Лестерского университета.
Классические работы Ходжкина и Хаксли послужили основой для последующих исследований структурно-функциональной организации и механизмов регуляции ионных каналов различных типов клеток.

## Награды
- Королевская медаль (1958)
- Нобелевская премия по физиологии и медицине (1963)
- Медаль Копли (1965)

В честь ученого астроном Крымской астрофизической обсерватории Людмила Карачкина назвала астероид (5422) Hodgkin, открытый 23 декабря 1982 г.